# 정치자금법
정치자금법(政治資金法)은 정치자금의 적정한 제공을 보장하고 그 수입과 지출내역을 공개하여 투명성을 확보하며 정치자금과 관련한 부정을 방지함으로써 민주정치의 건전한 발전에 기여함을 목적으로 하는 대한민국 법률이다.

## 회사의 경우
회사가 특정 정당에 정치자금을 지원하면 그 정당을 지지하지 않는 주주들의 정치적 신념에 배치되고， 정경유착의 폐단이 있을 수 있다. 정치자금법은 회사를 포함한 모든 법인의 정치자금 제공을 금지하고 있다.

### 정치자금법 위반죄
정유회사 경영자인 甲의 청탁으로, A 지역구 국회의원 乙이 甲과 A 지역구 지방자치단체장 사이에 정유공장의 지역구 유치를 위한 간담회를 주선하고, 甲은 위와 같은 사실을 알지 못하는 자신의 회사 직원들로 하여금 乙이 사실상 지배·장악하고 있던 후원회에 후원금을 기부하게 한 경우, 乙은 정치자금법 위반죄가, 甲은 정치자금법 위반죄의 간접정범이 성립한다.

## 같이 보기
- 대한민국의 정당
- 뇌물